# Асхабадский уезд
Асхабадский уезд (в 1882—1890 — Ахалтекинский уезд, в 1919—1925 — Полторацкий уезд) — административная единица в составе Закаспийской области, Туркменской области и Туркменской ССР, существовавшая в 1882—1925 годах. Центр — город Асхабад.

## История и административное деление
Ахалтекинский уезд в составе Закаспийской (с 1921 — Туркменской) области был образован в 1882 году из основанного годом ранее Ахалтекинского округа. В 1890 уезд был переименован в Асхабадский и разделён на 2 приставства: Атекское (центр — станция Каахк) и Дурунское (центр — с. Бахарден). В 1891 году Атекское приставство было передано в Тедженский уезд. В 1917 году Дурунское приставство стало именоваться участковым комиссариатством. В 1918 году из Красноводского уезда в Асхабадский было передано Кара-Калинское участковое комиссариатство. В июне 1919 уезд был переименован в Полторацкий.
В 1919 году участковые комиссариатства были упразднены, а вместо них созданы 5 районов:
- Бахарденский (центр — станция Бахарден)
- Восточный (центр — г. Полторацк)
- Геок-Тепинский (центр — станция Геок-Тепе)
- Кизыл-Арватский (центр — Кизыл-Арват
- Фирюзинский (центр — Фирюза)

В апреле 1920 районы были преобразованы в волости. В ноябре 1920 упразднена Фирюзинская волость, в январе 1921 создана Кара-Калинская волость, в сентябре 1922 упразднена Кизыл-Арватская волость.
В октябре 1924 года Полторацкий уезд был включён в состав Туркменской ССР, а в декабре того же года стал частью Полторацкого округа. В январе 1925 года уезд был упразднён, а на его территории созданы районы.

## Население
По данным переписи 1897 года в уезде проживало 92,2 тыс. чел. В том числе туркмены — 73,1 %; русские — 12,8 %; персы — 3,5 %; украинцы — 2,5 %; армяне — 2,5 %; поляки — 1,9 %; татары — 1,3 %. В областном городе Асхабаде проживало 19 426 чел., в заштатном Кизыл-Арвате — 4098 чел.